# Port lotniczy North Eleuthera
Port lotniczy North Eleuthera – port lotniczy na wyspie Eleuthera (Bahamy).

## Linie lotnicze i połączenia
- American Airlines
  - American Eagle (Miami)
- Bahamasair (Governor's Harbour, Nassau, Rock Sound)
- Continental Airlines
  - Continental Connection obsługiwane przez Gulfstream International Airlines (Fort Lauderdale, Miami)
- Island Air Charters (charter) (Fort Lauderdale)
- Lynx Air
- Yellow Air Taxi